# Csabay László
Csabay László (Nyugat-Európában Laszlo Csabay/Czabay, Amerikában Leslie Chabay) (Békéscsaba, 1907. december 31. – Sarasota, Florida, 1989. március 16.) operaénekes (tenor), 1946 és 1951 között a Metropolitan Opera tagja volt.

## Élete
Zsidó családban született. Szülei Weinberger Salamon kereskedő és Kohn Szidónia voltak. Kereskedőként dolgozott, majd a budapesti Zeneakadémián tanult. Münchenben Fritz Feinhalsnál, Milánóban Edoardo Garbinnál képezte tovább magát. 1932–33-ban egy német vándoropera tagjaként Belgiumban, Észt- és Németországban turnézott. 1933 és '35 között a Brünni Német Színház művésze volt. 1935-ben visszatért Budapestre, és a Városi Színház énekese lett. 1937–38-ban egy salzburgi társulattal szerepelt először Észak-Amerikában. A már fasizálódó Európába visszatérve a berni Városi Színház tagja lett. A következő években vendégszerepelt a zürichi és a genfi színházban is. 1946-ban települt át az Egyesült Államokba, öt évig a New York-i Metropolitanhez kötötte szerződés. 1946. november 16-án debütált Don Curzio szerepében Mozart Figaro lakodalmában. Ezekben az években fellépett az USA más jelentős operaszínpadain is. A „Mettel” utolsó előadása 1951. május 11-én volt, Gastont énekelte a La Traviatában a társulat chicagói vendégszereplésén. Ezután főként hangversenyénekesként működött, mestere volt a német romantikus dalirodalomnak, mellette tanított is. Washingtonban elismert énektanár volt. Visszavonulása után Sarasotában élt.
Lírai tenorként indult, később comprimario szerepeket énekelt. A Metropolitanben nagyra értékelték buffo-alakításait. Svájcban és az USA-ban számos operettben is fellépett. Toscanini híres Otello-felvételének is közreműködője volt, de több barokk oratórium szólistájaként is hallható.

## Szerepei
| - Auber: Fra Diavolo — Lorenzo - Beethoven: Fidelio — Jacquino - Bizet: Carmen — Remendado - BenjaminBriiten: Peter Grimes — Bob Boles - Gustave Charpentier: Louise — Ószeres - Delibes: Lakme — Hadzsi - Donizetti: Lammermoori Lucia — Normann; Arthur - Leoncavallo: Bajazzók — Beppo - Montemezzi: Három király szerelme — Flaminio - Mozart: Szöktetés a szerájból — Pedrillo - Mozart: Figaro házassága — Basilio; Don Curzio - Mozart: Così fan tutte — Ferrando - Mozart: A varázsfuvola — Tamino; Monostatos - Muszorgszkij: Borisz Godunov — Hruscsov bojár; Udvari bojár - Muszorgszkij: Hovanscsina — Írnok - Offenbach: Hoffmann meséi — Andrès; Cochenille; Frantz; Pitichinaccio - Ponchielli: La Gioconda — Egy énekes - Puccini: Manon Lescaut — Edmond - Puccini: Pillangókisasszony — Goro - Puccini: Tosca — Spoletta | - Rossini: A sevillai borbély — Fiorello - Saint-Saëns: Sámson és Delila — Első filiszteus - Smetana: Az eladott menyasszony — Vašek - Richard Strauss: Salome — Első zsidó - Richard Strauss: A rózsalovag — A tábornagyné udvarmestere; Fogadós; Állatkereskedő - Thomas: Mignon — Laertes - Verdi: A trubadúr — Ruiz; Hírnök - Verdi: Rigoletto — Borsa - Verdi: La Traviata — Gaston - Verdi: Álarcosbál — Egy bíró - Verdi: Aida — Hírnök - Verdi: Don Carlos — Lerma gróf - Verdi: Otello — Cassius; Roderigo - Verdi: Falstaff — Dr. Cajus - Wagner: Tannhäuser... — Walther von der Vogelweide - Wagner: A nürnbergi mesterdalnokok — Dávid; Balthasar Zorn; Augustin Moser - Wagner: Trisztán és Izolda — A tengerész hangja; Pásztor - Wagner: A Rajna kincse, Siegfried — Mime - Wagner: Parsifal — Negyedik lovag |